# Miconia idroboi
Miconia idroboi är en tvåhjärtbladig växtart som beskrevs av John Julius Wurdack. Miconia idroboi ingår i släktet Miconia och familjen Melastomataceae.
Artens utbredningsområde är Colombia. Inga underarter finns listade i Catalogue of Life.